# ماساهيرو تاباتا
ماساهيرو تاباتا هو سياسي ياباني، ولد في 4 يناير 1940 في واكاياما في اليابان. حزبياً، نشط في حزب كوميتو الجديد. وقد انتخب عضو مجلس النواب من اليابان.